# Диметилсульфон
Диметилсульфон — сераорганическое соединение, имеющее формулу (CH3)2SO2 и относящееся к классу сульфонов. Известно также под другими названиями, в том числе MSM, DMSO2, диметилсульфона, и метилсульфонилметана. Содержится в некоторых растениях, присутствует в небольших количествах во многих продуктах питания и напитках, также выпускается в качестве пищевой добавки.

## Токсичность
Полулетальная доза (средняя доза вещества, вызывающая гибель половины членов испытуемой группы) диметилсульфона больше чем 17.5 грамм на килограмм веса тела. При испытаниях на крысах побочные явления не выявлены при дневной норме в 2 грамма на килограмм веса. В 90-дневный период исследования крыс, ежедневно получавших дозу в 1,5 г/кг, никаких симптомов не выявлено, биохимический анализ крови в пределах нормы, грубых патологий не наблюдалось.
Опубликованные клинические исследования диметилсульфона не сообщают о серьезных побочных эффектах, но нет рецензируемых научных данных о последствиях длительного применения на человеке.

## Фармакология
Хотя диметилсульфон не принят для медицинского использования ни в одной из стран мира, различные положительные свойства для здоровья были подтверждены и изучены. Стэнли Джейкоб (Stanley W. Jacob) опубликовал результаты исследования более 18 тысяч пациентов с различными недомоганиями, где предположил, что люди испытывают дефицит в таких формах серы в их рационе питания. Нет эталонной величины ежедневного потребления, установленного для серы. Источником являются следующие продукты питания: лук, чеснок, овощи семейства крестоцветных и белково-содержащие продукты, включая орехи, семечки, молоко и яйца (белки и желтки).
MSM продаётся как биологически активная добавка (часто в комбинации с глюкозамином и/или хондроитином), которую производители советуют использовать, например, для лечения или профилактики остеоартрита. Одно из исследований утверждает, что «лечебные свойства, которые приписывают MSM, значительно завышены по сравнению с объёмом научных исследований. Трудно построить сильные аргументы в пользу этого вещества в сравнении с другими при лечении артрита».